# Chapelle páez Togoima
La chapelle páez Togoima est située dans la municipalité de Páez, dans le département du Cauca, en Colombie.

## Historique
La chapelle est déclarée monument national en 2005.